# Urbi et orbi

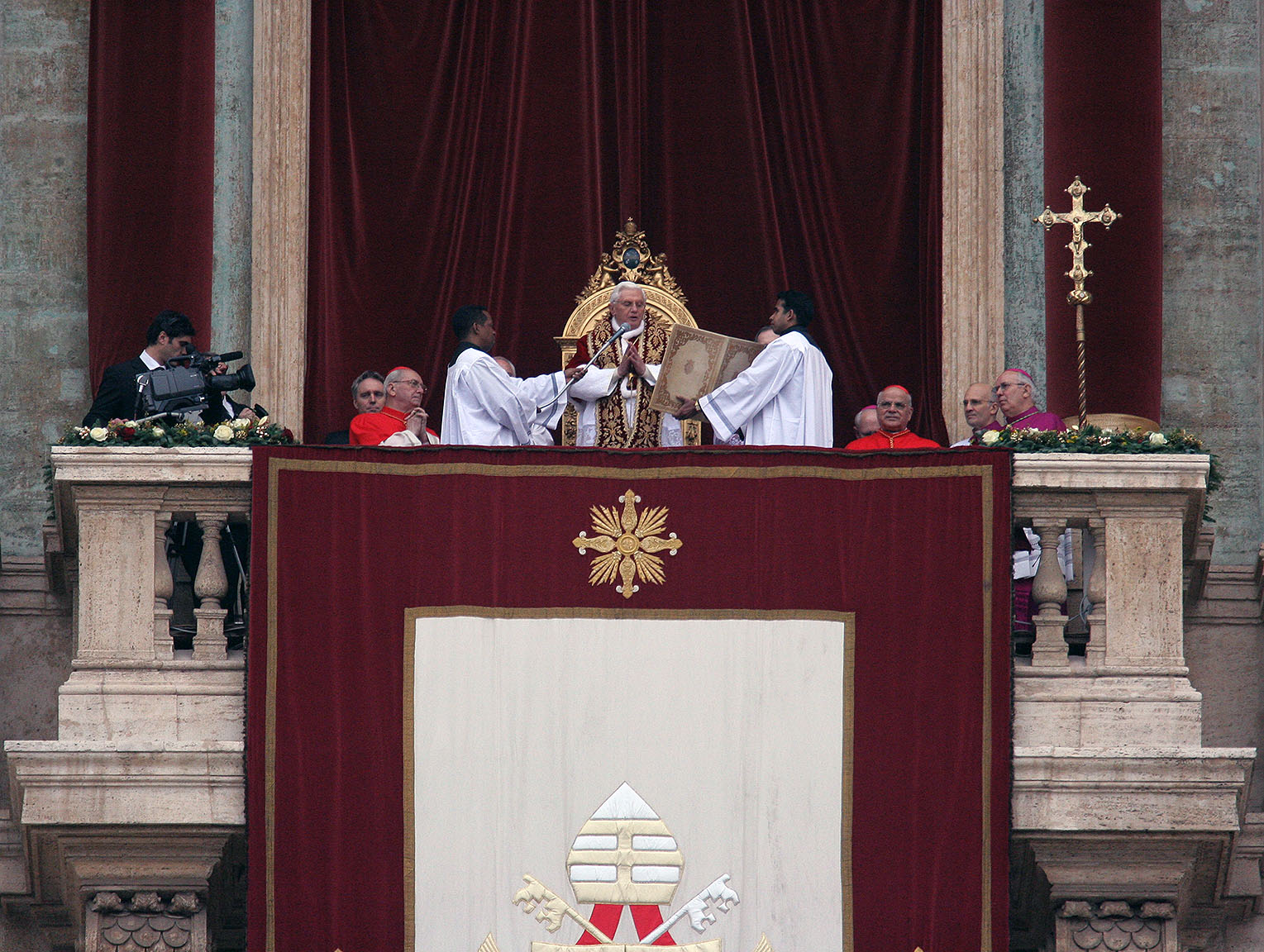
El papa Benedicto XVI bendice urbi et orbi en la Navidad de 2008

Urbi et orbi («para la ciudad [de Roma] y para el mundo» en latín) es una bendición papal dirigida a la ciudad de Roma y al mundo entero.

## Uso
La bendición urbi et orbi se imparte en Roma durante el año siempre en dos fechas: el Domingo de Pascua y el día de Navidad, 25 de diciembre. Se hace al mediodía desde el balcón central de la logia de la Bendición en la fachada principal de la basílica de San Pedro de la Ciudad del Vaticano (llamado por eso balcón de las bendiciones) adornado con cortinas y colgantes, y con la cátedra del papa allí colocada, y para ella el papa suele revestirse con ornamentos solemnes (mitra, férula, estola y capa pluvial) y va precedido de cruz procesional y acompañado de cardenales-diáconos y ceremonieros. También es impartida por el papa el día de su elección; es decir, al final del cónclave, en el momento en que se presenta ante Roma y el mundo como nuevo sucesor de san Pedro. Solo durante el pontificado de Juan Pablo II, la bendición urbi et orbi ha sido impartida en el Altar de la Plaza de San Pedro. Hoy es criterio de cada Papa, si la hace en el balcón de la basílica de San Pedro o no, exceptuando el día de su asunción como tal, luego del habemus papam. Sin embargo, Benedicto XVI hizo la bendición urbi et Orbi en hábito coral, al igual que la mayoría de los papas, aunque a veces, vestía igual que Juan Pablo II, con capa pluvial y mitra, aunque también en puro solideo sobre su cabeza, en algunas ocasiones, mientras que Francisco lo hizo vistiendo una sotana blanca normal. Antiguamente, la bendición urbi et orbi también se usaba en la coronación papal. Otros papas, como Pío XII, usaban hábito coral y este último incorporó un camauro, que incluso usó Juan XXIII.
Las bendiciones en Navidad y en Semana Santa son transmitidas al mundo por la European Broadcasting Union. Antes de la bendición, el papa da un discurso a la multitud y al mundo con parabienes en muchos de los principales idiomas del mundo. Con la llegada del papa Francisco, desea los mismos en italiano en forma única y exclusiva, rompiendo la tradición de hacerse en otros idiomas.
En muy raras ocasiones, la bendición urbi et orbi se imparte a los peregrinos durante el Año Santo (jubileo). Fue impartida por el cardenal Marc Ouellet después de empezar y finalizar la misa durante el 50° Congreso Eucarístico Internacional.
La característica fundamental de esta bendición para los fieles católicos es que otorga la remisión por las penas debidas por pecados ya perdonados, es decir, confiere una indulgencia plenaria bajo las condiciones determinadas por el Derecho Canónico (haberse confesado y comulgado, y no haber caído en pecado mortal). La culpa por el pecado es remitida por el Sacramento de la Reconciliación (Confesión), de manera que la persona vuelve a estar en gracia de Dios, por lo cual se salvará si no vuelve a caer en pecado mortal; empero, la pena debida por esos mismos pecados debe ser satisfecha, es decir, se debe reparar y compensar el desorden introducido por el pecado, lo cual se lleva a efecto por medio de la penitencia impuesta en el sacramento, por medio de otras obras buenas y, en último caso, por medio del sufrimiento del Purgatorio. Dado que la indulgencia plenaria remite completamente esa pena debida, el fallecido sin haber caído nuevamente en pecado no ha de pasar por el purgatorio y accede directamente al cielo. De acuerdo a las creencias de los fieles, los efectos de la bendición urbi et orbi se cumplen para toda aquella persona que la reciba con fe y devoción, incluso si la recibe, en directo, a través de los medios de comunicación de masas (televisión, radio, internet, etc.).
Debido a la pandemia del COVID-19 por primera vez el papa Francisco dirigió una Adoración Eucarística y de forma extraordinaria impartió la bendición al mundo desde la plaza de San Pedro, vacía de fieles, el viernes 27 de marzo de 2020, a las 18:00 horas en Roma.
El mensaje central estuvo basado en la lectura del Evangelio de San Mateo 8:23-27 con el pasaje de la Barca que se hunde.
Previo a que sea impartida la bendición el Cardenal protodiacono hace una breve monición con las siguientes palabras "El Santo Padre N. concede la indulgencia plenaria en la forma establecida por la iglesia a todos los fieles presentes y a quienes reciban su bendición a través de la radio, la televisión y otras tecnologías de la comunicación. Rogamos a Dios todopoderoso que mantenga al Papa en la cabeza de la Iglesia durante mucho tiempo y conceda la paz y la unidad a la Iglesia en todo el mundo"

## Fórmula
| – Sancti Apostoli Petrus et Paulus, de quorum potestate et auctoritate confidimus, ipsi intercedant pro nobis ad Dominum. – Amen. – Precibus et meritis beatæ Mariæ semper Virginis, beati Michælis Archangeli, beati Ioannis Baptistæ et sanctorum Apostolorum Petri et Pauli et omnium Sanctorum misereatur vestri omnipotens Deus et dimissis peccatis vestris omnibus, perducat vos Iesus Christus ad vitam æternam. – Amen. – Indulgentiam, absolutionem et remissionem omnium peccatorum vestrorum, spatium veræ et fructuosæ penitentiæ, cor semper penitens et emendationem vitæ, gratiam et consolationem Sancti Spiritus et finalem perseverantiam in bonis operibus, tribuat vobis omnipotens et misericors Dominus. – Amen. – Et benedictio Dei omnipotentis (Patris et Filli et Spiritus Sancti) descendat super vos et maneat semper. – Amen. | «Que los santos Apóstoles Pedro y Pablo, en cuyo poder y autoridad confiamos, intercedan por nosotros ante el Señor». Todos: «Amén». «Que por las palabras y los méritos de la Bienaventurada siempre Virgen María, de san Miguel Arcángel, de san Juan el Bautista, de los santos Apóstoles Pedro y Pablo y de todos los Santos, Dios todopoderoso tenga misericordia de vosotros y, perdonados todos vuestros pecados, os conduzca por Jesucristo hasta la vida eterna». Todos: «Amén». «Que el Señor todopoderoso y misericordioso os conceda la indulgencia, la absolución y la remisión de todos vuestros pecados, tiempo para una verdadera y provechosa penitencia, el corazón siempre contrito y la enmienda de vida, la Gracia y el consuelo del Espíritu Santo y la perseverancia final en las buenas obras». Todos: «Amén». «Y la bendición de Dios todopoderoso (Padre, Hijo y Espíritu Santo) descienda sobre vosotros y permanezca para siempre». Todos: «Amén». |